# Bandera de Hamburgo
Existen tres banderas de Hamburgo, Alemania. La bandera civil (Landesflagge), la bandera del Estado de Hamburgo (Staatsflagge) y la bandera del almirantazgo (Admiralitätsflagge) consisten en el escudo de armas de Hamburgo sobre una bandera roja.

## Generalidades
La bandera civil muestra un castillo blanco con tres torres sobre un fondo rojo, que es utilizada tanto como bandera civil y bandera del Estado para la mayor parte de propósitos (históricamente también era utilizada como enseña civil). El sello más antiguo con el castillo se cree que data de 1241. La primera bandera con la forma actual data del siglo XVI, aunque lo más probable es que fuera un campo rojo con un escusón blanco y un castillo rojo. Después de alrededor de 1623, el escusón empezó a ser omitido, dejando un castillo rojo sobre blanco o un castillo blanco sobre rojo. En 1751 se decretó que el castillo blanco sobre rojo fuera la bandera de Hamburgo.
La bandera civil es de uso libre para todo el mundo. La bandera de Estado de Hamburgo solo es utilizada por el Senado de Hamburgo como jefatura Estado. Esta bandera fue creada en 1897 con la ocasión de la apertura del nuevo ayuntamiento. La bandera del Almirantazgo de Hamburgo se emplea únicamente en edificios conectados con la navegación, ya que no existen buques de guerra desde 2008. Sostiene el escudo de armas del almirantazgo que existe desde 1642.